# Hunfrith (Winchester)
Hunfrith († zwischen 749 und 754) war Bischof von Winchester. Er wurde 744 zum Bischof geweiht und trat sein Amt im selben Jahr an. Er starb zwischen 749 und 754.